# Rafael Carías
Carías  Castro est un nom espagnol. Le premier nom de famille, en général paternel, est Carías ; le second, en général maternel, souvent omis, est Castro.
Rafael Carías Castro, né le 28 juillet 1991 à Ahuachapán, est un coureur cycliste salvadorien. Il participe à des compétitions sur route et en VTT,.

## Palmarès sur route

### Par année
- 2012
  -  Champion du Salvador sur route espoirs[3]
- 2013
  -  Champion du Salvador sur route espoirs[4]
  -  Champion du Salvador du contre-la-montre espoirs
- 2014
  -  Champion du Salvador sur route
  -  Champion du Salvador du contre-la-montre
- 2015
  -  Champion du Salvador du contre-la-montre
- 2016
  - 2e du championnat du Salvador du contre-la-montre
- 2017
  - 3e du championnat du Salvador du contre-la-montre
  - 3e du championnat du Salvador sur route[5]

### Classements mondiaux
| Année            | 2017 |
| ---------------- | ---- |
| UCI America Tour | 212e |

## Palmarès en VTT

### Championnats d'Amérique centrale
- 2018
  -  Médaillé de bronze du cross-country

### Championnats nationaux
| - 2011 - Champion du Salvador de cross-country espoirs - 2012 - Champion du Salvador de cross-country espoirs - 2013 - Champion du Salvador de cross-country espoirs - 2014 - 2e du championnat du Salvador de cross-country - 2016 - 2e du championnat du Salvador de cross-country | - 2017 - Champion du Salvador de cross-country - 2021 - Champion du Salvador de cross-country - 2022 - Champion du Salvador de cross-country - 2023 - Champion du Salvador de cross-country |  |